# Kolosivka, Velîka Bahacika
Kolosivka (în ucraineană Колосівка) este un sat în comuna Balaklia din raionul Velîka Bahacika, regiunea Poltava, Ucraina.

## Demografie
Componența lingvistică a localității Kolosivka
     Ucraineană (99,35%)
     Alte limbi (0,65%)
Conform recensământului din 2001, majoritatea populației localității Kolosivka era vorbitoare de ucraineană (99,35%), existând în minoritate și vorbitori de alte limbi.